# Harry Higgs (Filmreihe)
Harry Higgs hieß eine Stummfilm-Krimireihe aus den Jahren 1916 bis 1920. Die Rolle des Gentleman-Detektivs Harry Higgs spielte darin Hans Mierendorff. Regie führte Rudolf Meinert, in der vorletzten Folge 1919 war Leopold Bauer, in der letzten Folge 1920 war Mutz Greenbaum der Spielleiter.

## Filme
| Jahr | Seriennummer | Nr. der Zensurkarte der Polizei Berlin | Titel                               | Regisseur      | Darsteller       |
| ---- | ------------ | -------------------------------------- | ----------------------------------- | -------------- | ---------------- |
| 1916 | I.           | 39683                                  | John Rool                           | Rudolf Meinert | Hans Mierendorff |
| 1916 | II.          | 39525                                  | Der gelbe Ulster                    | Rudolf Meinert | Hans Mierendorff |
| 1916 | [III.]       | 39864                                  | Mein ist die Rache                  | Rudolf Meinert | Hans Mierendorff |
| 1917 | IV.          | 40211                                  | Das Mysterium des Schlosses Clauden | Rudolf Meinert | Hans Mierendorff |
| 1917 | V.           | 40415                                  | Die Fußspur                         | Rudolf Meinert | Hans Mierendorff |
| 1917 | [VI.]        | 40582                                  | Giovannis Rache                     | Rudolf Meinert | Hans Mierendorff |
| 1917 | [VII.]       | 40787                                  | Das Gesicht am Fenster              | Rudolf Meinert | Hans Mierendorff |
| 1917 | [VIII.]      | 40914                                  | Das Geheimnis der Pagode            | Rudolf Meinert | Hans Mierendorff |
| 1917 | [IX.]        | 41119                                  | Der Saratogakoffer                  | Rudolf Meinert | Hans Mierendorff |
| 1918 | X.           | 41409                                  | Die sterbenden Perlen               | Rudolf Meinert | Hans Mierendorff |
| 1918 | [XI.]        | 41532                                  | Der Wüstendiamant                   | Rudolf Meinert | Hans Mierendorff |
| 1918 | [XII.]       | 41644                                  | Nur um tausend Dollar               | Rudolf Meinert | Hans Mierendorff |
| 1918 | [XIII.]      | 42092                                  | Der goldene Pol                     | Rudolf Meinert | Hans Mierendorff |
| 1918 | [XIV.]       | 42381                                  | Das Haus gegenüber                  | Rudolf Meinert | Hans Mierendorff |
| 1918 | XV.          | unbekannt                              | Der Gast aus der vierten Dimension  | Rudolf Meinert | Hans Mierendorff |
| 1918 | [XVI.]       | unbekannt                              | Doktor Humsons Lebenswerk           | Rudolf Meinert | Hans Mierendorff |
| 1919 | XVII.        | 42756                                  | Discretion                          | Rudolf Meinert | Hans Mierendorff |
| 1919 | XVIII.       | unbekannt                              | Halloh. Hier Harry Higgs, wer dort? | Rudolf Meinert | Hans Mierendorff |
| 1919 | XIX.         | unbekannt                              | Eine Nacht im Fremdenzimmer         | Leopold Bauer  | Hans Mierendorff |
| 1920 | [XX.]        | 43803                                  | Der Mann im Nebel                   | Mutz Greenbaum | Hans Mierendorff |